# Curiúva
Curiúva is een gemeente in de Braziliaanse deelstaat Paraná. De gemeente telt 15.217 inwoners (schatting 2009).

## Aangrenzende gemeenten
De gemeente grenst aan Figueira, Ibaiti, Ortigueira, Sapopema, Telêmaco Borba en Ventania.